# Odorrana livida
Odorrana livida es una especie de anfibio anuro de la familia Ranidae.

## Distribución geográfica
Esta especie es endémica del sur de Birmania. Habita entre los 400 y 500 m de altitud en el estado de Karen.

## Publicación original
- Blyth, 1856 "1855" : Report for October Meeting, 1885. Journal of the Asiatic Society of Bengal, vol. 24, p. 711-723[5]